# بخارپزی دولایه

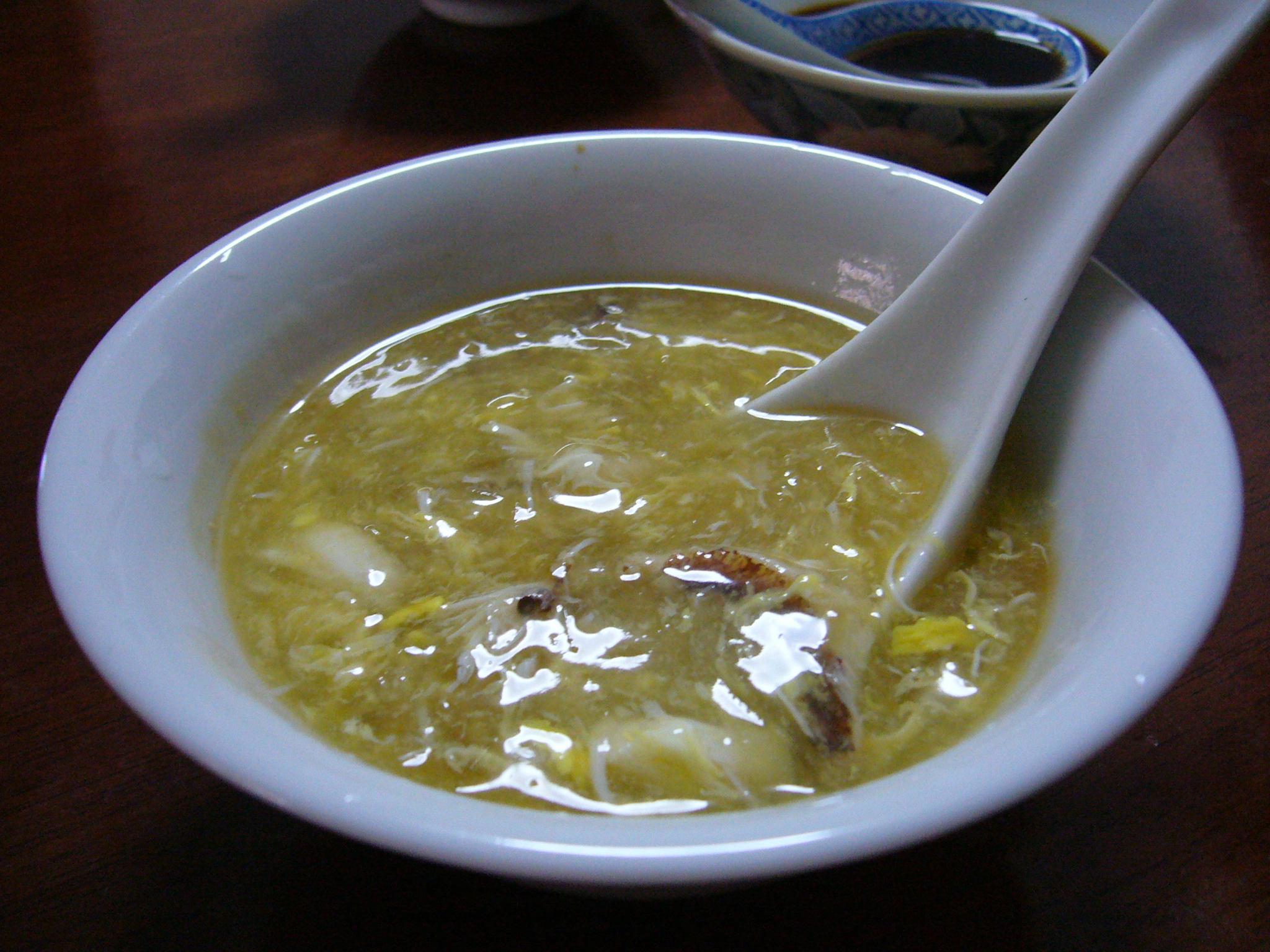
سوپ باله کوسه

بخارپزی دولایه (به انگلیسی: Double steaming) به این دلیل به این نام شناخته می‌شود که شامل پختن غذا با استفاده از بخار برای مدت طولانی است و معمولاً از یک لایه اضافی برای این کار استفاده می‌شود. این اصطلاح از روش سنتی آشپزی چینی گرفته شده است، جایی که غذا در یک ظرف کوچک و مقاوم در برابر حرارت قرار می‌گیرد و سپس این ظرف درون یک قابلمه بزرگ‌تر که با آب جوش پر شده است، گذاشته می‌شود. بخار حاصل از آب جوش به آرامی غذا را که در ظرف داخلی قرار دارد، می‌پزد. این فرایند پخت «دولایه» (ظرف درون ظرف) دلیلی است که نام بخارپزی دولایه برای این روش انتخاب شده است.
از بخارپزی دولایه در آشپزی چینی برای تهیه غذاهای ظریف و خاص مانند سوپ آشیانه پرستو و سوپ بال کوسه استفاده می‌شود. در این روش، مواد غذایی به همراه آب در یک ظرف سرامیکی درب‌دار قرار می‌گیرند و سپس این ظرف برای چندین ساعت بخارپز می‌شود. این روش باعث می‌شود که مایعات و رطوبت غذا (که به عنوان عصاره غذا شناخته می‌شود) از دست نرود. به همین دلیل، این روش اغلب برای مواد اولیه گران‌قیمت مانند گیاهان دارویی چینی استفاده می‌شود.

## ویژگی‌ها
1. فرایند پخت دو لایه: غذا در یک ظرف داخلی که خود درون یک قابلمه یا بخارپز بزرگ‌تر قرار گرفته، بخارپز می‌شود.
2. پخت آرام و ملایم: این روش از گرمای غیرمستقیم بخار استفاده می‌کند که امکان پخت آهسته و یکنواخت را فراهم می‌سازد و در عین حال طعم‌ها و مواد مغذی غذا را حفظ می‌کند.
3. حفظ مواد مغذی و طعم: از آنجا که غذا مستقیماً با آب در تماس نیست، طعم اصلی، عطر و مواد مغذی آن بهتر از روش‌های جوشاندن یا بخارپزی مستقیم حفظ می‌شود.
4. رایج در آشپزی سنتی چینی: این روش در تهیه سوپ‌های گیاهی، عصاره‌ها، سوپ آشیانه پرستو و دسرها محبوب است، جایی که استخراج آرام و دقیق طعم‌های ظریف، بدون پخت بیش از حد مواد، ضروری است.

این روش با بخارپزی معمولی متفاوت است، جایی که غذا مستقیماً در معرض بخار قرار می‌گیرد، در حالی که در بخارپزی دوبل، بخار هرگز به‌طور مستقیم با غذا تماس ندارد.

## آشپزی چینی با روش پخارپزی دولایه
در زبان کانتونی، به بخارپزی دولایه دون (dun) (به چینی ساده: 炖؛ به چینی سنتی: 燉؛ پین‌یین: dùn) گفته می‌شود. معنای نویسه چینی "dun" در کانتونی با معنای آن در ماندارین متفاوت است. در ماندارین، "dun" به معنای آهسته جوشاندن یا خورش کردن است. این تکنیک در استان فوجیان، که همسایه استان گوانگ‌دونگ (کانتون) است، نیز رواج دارد.

### نمونه‌های معروف
سوپ خربزه زمستانی در ظرف خربزه زمستانی:
یکی از غذاهای معروف کانتونی که با این روش تهیه می‌شود، سوپ خربزه زمستانی در ظرف خربزه زمستانی (冬瓜盅) است. در این روش، داخل یک خربزه زمستانی خالی می‌شود تا مانند یک ظرف بزرگ (ظرف خربزه‌ای) عمل کند. سطح خارجی خربزه معمولاً با الگوهای هنری کنده‌کاری می‌شود. سپس داخل آن با مواد اولیه سوپ، مانند ژامبون چینی و گیاهان دارویی چینی، پر می‌شود. کل خربزه، به همراه درِ طبیعی خود، حداقل برای چهار ساعت بخارپز می‌شود. در طی این فرایند، طعم‌های سوپ به گوشت خربزه نفوذ می‌کند. در هنگام سرو، کل خربزه و محتویات آن به میز شام آورده می‌شود و برای سرو، مایع سوپ و دیواره داخلی خربزه را با قاشق بیرون می‌آورند. در این مورد، خربزه زمستانی جایگزین ظرف بخارپزی دولایه می‌شود، زیرا پوست خربزه زمستانی حالت مومی دارد و ضدآب است. خربزه زمستانی به دلیل خواص مقوی آن شناخته می‌شود و به ندرت با موادی که بیش از حد "یین" یا "یانگ" در نظر گرفته می‌شوند، پخته می‌شود.

### دسرهای معروف
تخمدان قورباغه بخارپز شده در نارگیل (椰青燉雪蛤膏):
یکی دیگر از غذاهای معروفی که با این روش تهیه می‌شود، تخمدان قورباغه بخارپز شده در نارگیل است. این دسر سنتی معمولاً برای زنان تهیه می‌شود. در این روش، مواد دارویی چینی (مانند هاشما)، ادویه‌ها و شکر سنگی درون یک نارگیل جوان قرار داده می‌شوند. این مواد درون آب نارگیل طبیعی موجود در نارگیل خیس می‌خورند. سپس کل نارگیل برای چندین ساعت بخارپز می‌شود. بعد از شام، کل نارگیل به همان صورت روی میز آورده می‌شود. برای خوردن این دسر، محتویات داخل نارگیل و دیواره‌های داخلی آن با قاشق خارج شده و مصرف می‌شود.